# 1974-es US Open (tenisz)
Az 1974-es US Open az év negyedik Grand Slam-tornája, a US Open 94. kiadása volt, amelyet augusztus 26.–szeptember 8. rendeztek meg Forest Hills füves pályáin. A férfiaknál Jimmy Connors, a nőknél Billie Jean King győzött.

## Döntők

### Férfi egyes
Jimmy Connors -   Ken Rosewall, 6-1, 6-0, 6-1

### Női egyes
Billie Jean King –  Evonne Goolagong, 3-6, 6-3, 7-5

### Férfi páros
Bob Lutz /  Stan Smith -  Patricio Cornejo /  Jaime Fillol, 6-3, 6-3

### Női páros
Rosie Casals /  Billie Jean King -  Françoise Durr /  Betty Stöve, 7-6, 6-7, 6-4

### Vegyes páros
Pam Teeguarden /  Geoff Masters -  Chris Evert /  Jimmy Connors, 6-1, 7-6

## Juniorok

### Fiú egyéni
Billy Martin –  Ferdi Taygan, 6–4, 6–2

### Lány egyéni
Ilana Kloss –  Mima Jaušovec, 6–4, 6–3
A junior párosok versenyét 1982-től rendezték meg.